# هارون بيك
هارون بيك هو كاتب كندي، ولد في 15 فبراير 1979 في برينس ألبرت في كندا.